# Carlos Manini Ríos
Carlos Manini Ríos (París, 18 de octubre de 1909 - Madrid, 20 de abril de 1990) fue un político uruguayo, perteneciente al Partido Colorado. 

## Biografía
Egresó de la Facultad de Derecho de la Universidad de la República, con el título de Abogado en el año 1934.
Hijo de Teresa Rodríguez Silva y del líder colorado riverista Pedro Manini Ríos, nació en Francia durante el largo viaje de bodas de sus padres. Dedicado desde muy joven a la política, en 1934 fue elegido diputado. Cuatro años más tarde pasó a ser subsecretario (viceministro) del Ministerio del Interior, cargo que ocupó hasta 1940. En las elecciones de 1946 obtuvo una banca en la Cámara de Senadores, para la que resultó reelecto cuatro años después, permaneciendo en la Cámara Alta hasta 1955. Ese año asumió la dirección del periódico La Mañana, fundado por su padre, y se alejó transitoriamente de los cargos públicos.
En las elecciones de 1962 fue candidato al Consejo Nacional de Gobierno en la lista que encabezaba Óscar Diego Gestido. Volvió a los primeros planos de la actividad política en 1967, cuando el antes nombrado, ya Presidente de la República, lo nombró director de la Oficina de Planeamiento y Presupuesto (OPP) recientemente creada. Ocupó asimismo la titularidad de los ministerios de Educación y Cultura y de Hacienda (hoy Economía y Finanzas) bajo los mandatos de Gestido y de Jorge Pacheco Areco. En 1971 fue designado embajador ante el Brasil, permaneciendo en dicha embajada hasta 1977.
En 1980 se manifestó contrario a la reforma constitucional propuesta por la dictadura militar ese año, y que fue rechazada en plebiscito. Desde entonces, pasó a ser uno de los dirigentes del Partido Colorado en los años de la transición a la democracia. En 1985, al asumir como Presidente de la República, Julio María Sanguinetti lo nombró Ministro del Interior. En octubre de ese año, la detención de un diputado del Frente Amplio durante una manifestación, en violación a sus fueros parlamentarios, lo llevó al borde de ser censurado por el Parlamento, pero el apoyo de Sanguinetti, que amenazó incluso con poner en juego el mecanismo constitucional que habilitaba la disolución de las Cámaras en caso de censura a un Ministro, le permitió permanecer en su cargo, que abandonó en abril de 1986.
Manini Ríos fue un destacado ensayista, escribiendo varios libros sobre la historia del Uruguay, en particular sobre las primeras décadas del siglo XX, como Anoche me llamó Batlle, Crónica política del Uruguay contemporáneo, etc. Escribió también novelas y poesía.
Falleció, a los 80 años, durante un viaje a España.